# Ulrich Kohlenbach
Ulrich Wilhelm Kohlenbach (Frankfurt am Main, 27 de julho de 1962) é um matemático alemão, que trabalha com lógica matemática e em especial teoria da prova.

## Vida
Após o Abitur Kohlenbach estudou a partir de 1981 matemática, filosofia e linguística no Lessing-Gymnasium em Frankfurt am Main, obtendo o diploma em matemática em 1986 e um doutorado em 1990 na Universidade de Frankfurt, orientado por Horst Luckhardt, com a tese Theorie der majorisierbaren und stetigen Funktionale und ihre Anwendung bei der Extraktion von Schranken aus inkonstruktiven Beweisen: Effektive Eindeutigkeitsmodule bei besten Approximationen aus ineffektiven Eindeutigkeitsbeweisen. Após a habilitação em Frankfurt em 1995 (Real growth in standard parts of analysis) foi professor assistente visitante na Universidade de Michigan e esteve a partir de 1997 na Universidade de Aarhus. Em 2004 foi professor ordinário de matemática na Universidade Técnica de Darmstadt.
Kohlenbach foi palestrante convidado do Congresso Internacional de Matemáticos no Rio de Janeiro (2018). 
É presidente da Association for Symbolic Logic (2016) e editor do periódico Annals of Pure and Applied Logic.

## Publicações selecionadas
- Applied Proof Theory: Proof Interpretations and Their Use in Mathematics, Springer 2008
- com Paulo Oliva: Proof Mining: A systematic way of analysing proofs in mathematics, Proc. Steklov Inst. Math, Volume 242, 2003, p. 136–164